# حملة ترعة السويس الأولى
حملة ترعة السويس الأولى (وتعرف كذلك بحرب السفر برلك)هي حملة عسكرية شنتها الدولة العثمانية على القوات البريطانية في مصر خلال الحرب العالمية الأولى للاستيلاء على قناة السويس، لكن بعد فشلهم في ذلك تم إرسال الرجال للقتال في أوروبا.
مع اندلاع الحرب العالمية الأولى، تحالفت السلطة التركية الجديدة مع ألمانيا، في محاولة منها لإيقاف الانهيار المستمر لسلطتها في البلاد الخاضعة لها، والتي كانت هدفاً لأطماع الدول الكبرى السائدة آنذاك، وعلى وجه الخصوص بريطانيا وفرنسا، مما دفع بالسلطات التركية إلى خوض حرب ضروس مع هذه الدول، وتجنيد أعداد كبيرة من الجنود كانت غالبيتهم من شعوب الدول الخاضعة لسلطتها، وخاصة من البلاد العربية، فيما عرف لاحقاً بالسفر برلك، وذهبت أعداد كبيرة من شبان العرب إلى هذه الحرب، وكثير منهم لم يعودوا، ولم يعرف أحد أين ماتوا أو دفنوا.
تعني كلمة سفربر Seferber التأهب للحرب، فيما تعني كلمة سفربرلك Seferberlik بمعنى النفير أو الاستدعاء للخدمة العسكرية لمواجهة الحرب.

## تاريخ الحملة
بدأت الحملة في 28 يناير/كانون الثاني عام 1915 وانتهت بانسحاب العثمانيين في 3 شباط/فبراير من العام نفسه، حيث قام العثمانيون بإرسال جيش قوامه 20,000 جندي بقيادة جمال باشا والعقيد كريس فون كرسنشتاين. فتصدت لهم القوات البريطانية بقيادة جون ماكسويل بجيش قوامه 30,000 جندي.
ارتأت السلطات التركية، في ظل الظروف التي فرضتها الحرب العالمية الأولى، تعيين قائد كبير يفرض سلطته القوية على منطقة بلاد الشام ومصر التي كانت قد خضعت للإنكليز، فعينت عام 1915 م واليا جديداً على سوريا خلفاً للوالي خلوصي بك، هو أحمد جمال باشا الملقب بالسفاح.
وأحمد جمال باشا هو قائد عسكري عثماني ومن زعماء جمعية الاتحاد والترقي، ومن المشاركين في الانقلاب على السلطان عبد الحميد الثاني، وقد شغل منصب وزير الأشغال العامة وقائد البحرية العثمانية، قبل أن يصبح الحاكم المطلق في سوريا وبلاد الشام.
وقد خطب جمال باشا أول قدومه إلى دمشق في النادي الشرقي عام 1914 قائلا:
«يجب عليكم يا أبناء العرب أن تحيوا مكارم أخلاق العرب ومجدهم، منذ شروق أنوار الديانة الأحمدية، أحيوا شهامة العرب وآدابهم حتى التي وجدت قبل الإسلام، ودافعوا عنها بكل قواكم. واعملوا على ترقية العرب والعربية، جددوا مدنيتكم، قوموا قناتكم، كونوا رجالا كاملين»
إلا أن والي سوريا الجديد، لم يكن في الحقيقة إلا مبغضا للعرب، كارها لهم، وكان يبيت في نفسه نية الانتقام منهم ومن حركاتهم السياسية على الأخص، حالما تسنح له الفرصة.

## أهداف الحملة
الهدف المعلن لحرب السفر برلك كان تحرير قناة السويس من الاحتلال البريطاني. أما الهدف الحقيقي، فكان قطع طرق المواصلات بين بريطانيا ومستعمراتها الآسيوية وخاصة الهند. وتجنيد الرجال لإرسالهم للقتال في أوروبا.
كانت مهمة جمال باشا الأساسية تجهيز حملة على مصر للقضاء على السيطرة البريطانية، إلا أنه قبض على زمام السلطة بيد من حديد، واعتمد سياسة البطش، وتلهى عن إعداد الحملة بالعمل على تعزيز سلطته وبسط سيطرته وإقصاء العناصر العربية عن مراكز الإدارة والقرار.
وفي عام 1915 قاد جمال باشا الجيش الرابع التركي لعبور قناة السويس واسترجاع مصر. وفي ليل 2 فبراير/شباط 1915 اخترق صحراء سيناء التي كانت حينها تفتقر لطرق المواصلات فكانت القوات التركية تصل إلى القناة منهوكة القوى لتحصدها البوارج البريطانية الموجودة في القناة أو القوات البريطانية التي تتحصن على الضفة الغربية للقناة بمدافعها ورشاشاتها ومع أن بعض السرايا القليلة استطاعت اجتياز القناة إلا أن الهجوم فشل فشلا ذريعا ولم ينج من الجيش الرابع إلا القليل.

## نتائج الحملة
منيت الحملة بالفشل في 3 فبراير/شباط عام 1915 حيث سقط 1500 جندي عثماني قتلى بنيران مدفعية البوارج البريطانية في قناة السويس. وعلى الرغم من فتوى الجهاد التي أعلنتها الدولة العثمانية، إلا أن الحملة فشلت في إثارة جموع المصريين. وبعد فشل الحملة أرسل المجندون إلى أوروبا للقتال في الحرب العالمية الأولى.
كان للفشل الذريع لهذه الحملة ومسؤولية جمال باشا المباشرة عن ذلك الفشل، وهو الحاكم العسكري المطلق على سوريا، أن يصبح عصبي المزاج بشكل دائم، حاد الطباع، وصب جام غضبه على القيادات العربية العسكرية والمدنية التي حملها مسؤولية إخفاقه، فعمل على استبدال الكتائب العربية في بلاد الشام بكتائب غالبية جنودها من الأتراك، وفصل الضباط العرب البارزين من وظائفهم وأرسلهم إلى مناطق بعيدة، وأخذ باعتقال الزعماء الوطنيين والمفكرين العرب والتنكيل بهم وتعذيبهم حتى الموت، وقد كانت باكورة هؤلاء إعدام عدد من المناضلين بأحكام عرفية باطلة في عدد من المناسبات.

## إعدام المثقفين العرب في بيروت ودمشق
قام جمال باشا بإعدام نخبة من المثقفين العرب من مختلف مدن سوريا ولبنان، فقد ساق لهم مختلف التهم التي تتراوح بين التخابر مع الاستخبارات البريطانية والفرنسية للتخلص من الحكم العثماني، إلى العمل على الانفصال عن الدولة العثمانية، وهو ما يقال أنه ما كان يسعى هو بنفسه إليه.
أحال جمال باشا ملفاتهم إلى محكمة عرفية في عاليه في جبل لبنان، حيث أديرت المحاكمة بقسوة وظلم شديدين، وبدون أن تحقق أدنى معايير المحاكمات العادلة والقانونية، صامّاً أذنيه عن جميع المناشدات والتدخلات التي سعت لإطلاق سراحهم، وخصوصاً تلك التي أطلقها الشريف حسين بن علي شريف مكة، الذي أرسل البرقيات إليه وإلى السلطان وإلى الصدر الأعظم، وأوفد ابنه الأمير فيصل بن الحسين إلى دمشق، وقابله ثلاث مرات في مسعى لإيقاف حكم الإعدام دون جدوى، إذ أن جمال باشا كان قد عقد النية على تنفيذ مخططه الرهيب.
نفذت أحكام الإعدام شنقاً على دفعتين: واحدة في 21 أغسطس/أب 1915 وأخرى في 6 مايو/أيار 1916 في كل من ساحة البرج في بيروت، فسميت ساحة الشهداء، وساحة المرجة في دمشق.
بقي أحمد جمال باشا ممعنا في غيه، إلى أن شعرت الدولة العثمانية بنتائج سياسته الفظيعة فنقلته من سوريا وعينت بدلاً منه جمال باشا المرسيني الشهير بالصغير.
قـُتل جمال باشا في مدينة تبليسي عام 1921 م على يد أرمني يدعى اسطفان زاغكيان، وقد روي عن طلعت بك زميل جمال باشا في جرائمه أنه خاطب زميله هذا بقوله: «لو أنفقنا كل القروض التي أخذناها لستر شرورك وآثامك لما كفتنا».

## أيام السفر برلك (1914 م - 1918 م)
تمثل أيام السفر برلك (وهي أيام الحرب العالمية الأولى) إحدى أوجاع الإنسان العربي في المشرق العربي فقد قامت الدولة العثمانية بالتجنيد القسري لأهالي بلاد الشام والمدينة المنورة وتم مطاردة الفلاحين وأهل القطعان وحتى الصبيان الذين اقتربوا من سن الرشد، حيث تم إرسالهم للقتال في أوروبا بعد فشل الحرب في قناة السويس. مما سبب إهمالاً للزراعة وعناصر الحياة الضرورية، فانتشر الفقر والبؤس والجهل في المشرق العربي.
إن ذكرى (أيام حرب السفر برلك) والقصص المروعة خلالها طوال ثلاث سنوات مازالت راسخة في أذهان أهالي بلاد الشام والمدينة المنورة حتى الآن، فقد كانت القوات العثمانية تفتش القرى والمدن وترسل الشبان والرجال وحتى الشيوخ إلى أتون تلك الحرب.
كانت وسيلة التنقل في ذلك الوقت هي المشي للجنود ((النفر))، والخيول لصف الضباط والضابط المسؤول ((الخيالة)). وكان العثمانيون يطوقون القرية من جميع منافذها ويمسكون الأفراد جميعاً باستثناء رجال الدين (أئمة المساجد). مما جعل تلك الأيام عصيبةً على الأهالي فالذهاب إلى سفر برلك يعني غياباً بلا رجعة. هذا بالإضافة إلى أن العثمانيين قاموا بمصادرة المؤن من السكان لإطعام الجيش وفرضوا المزيد من الضرائب لتمويل تلك الحملة.

## السفر برلك في الثقافة العامة
تم إنتاج مسلسل سوري درامي بعنوان إخوة التراب يحكي عن تلك الحقبة التي حكم فيها جمال باشا بلاد الشام، والمسلسل من إخراج نجدت أنزور، واشترك فيه نخبة من الممثلين السوريين منهم أيمن زيدان وسوزان نجم الدين وسامر المصري.
وتم إنتاج مسلسل سفر برلك يحكي عن هذه الحرب وتلك الحقبة التي حكم فيها جمال باشا بلاد الشام و أدى الدور عابد فهد